# Акт о Юконе (2002)
Акт о Юконе (англ. Yukon Act, 2002) — основной закон канадской территории Юкон. Акт устанавливает полномочия комиссара Юкона, законодательного собрания Юкона, верховного и апелляционного судов Юкона. Акт максимально увеличил полномочия правительства территории и предоставил ему контроль над программами провинциального уровня. По акту «Территория Юкон» сменила название и стала называться «Юкон».